# Контесса
«Контесса» (англ. Contessa) — филиппинский телесериал, в главных ролях Глайза де Кастро. Он транслировался на телеканале GMA Network с 19 марта по 8 сентября 2018 года. Главная героиня Беа.

## Сюжет
Беа обвиняют и заключают в тюрьму за преступление, которого она не совершала. Она полна решимости отомстить людям, которые забрали у нее всё и всех, кого она любила. Она претендует на титул графини и стремится к расплате и справедливости.

## В ролях
- Глайза де Кастро — Беатрис «Беа» Ресурексион-Кабальеро / Контесса Венганза
- Джефф Айгенман — Габриэль Кабальеро
- Джак Роберто — Сантьяго «Джонг» Хенеросо-младший
- Габби Айгенман — Викторино «Вито» Империал-младший / Дукесса Дольче Вита
- Лорен Янг — Даниэлла «Дани» Империал

## Награды и номинации
| Год  | Награда                              | Категория                         | Получатель       | Результат | Примечание |
| ---- | ------------------------------------ | --------------------------------- | ---------------- | --------- | ---------- |
| 2018 | 32nd PMPC Star Awards for Television | Лучший дневной сериал             | Contessa         | Победа    | [ 4 ]      |
| 2018 | 32nd PMPC Star Awards for Television | Лучшая дневная актриса            | Глайза де Кастро | Номинация | [ 4 ]      |
| 2018 | 32nd PMPC Star Awards for Television | Лучший драматургический актер     | Габби Айгенман   | Победа    | [ 4 ]      |
| 2018 | 1st Asian Academy Creative Awards    | Лучшая мужская роль второго плана | Габби Айгенман   | Победа    | [ 5 ]      |